# 王有道
王有道（1559年—1597年），字太和，北直隸順天府霸州人，明朝政治人物。

## 生平
王有道是萬曆十三年（1585年）甲子科舉人，十七年（1589年）成進士，先在吏部觀政，十八年（1590年）獲授泌陽知縣，二十一年（1593年）調汲縣知縣，二十三年（1595年）陞為刑部主事，二十五年（1597年）去世。

## 家族
曾祖王鳳；祖父王玳；父王濟。

## 引用
1. 1 2  民國《霸縣新志·卷五·人物》：人物：……歷代選舉表 進士……明……王有道 萬曆己丑 河南泌陽縣知縣，調汲縣知縣……舉人……明……王有道 萬曆乙酉 見進士
2. ↑  乾隆《汲縣志·卷六》：令佐表……明知縣……王有道 霸州人，進士，二十一年任
3. 1 2  《萬曆十七年己丑科進士履歷便覽》：王有道，曾祖鳳；祖玳；父濟。太和，書一房，己未十一月三十日生，霸州人，乙酉鄉試，三甲二百五十四名，吏部政，庚寅三月授河南泌陽知縣，辛卯十一月調繁汲縣知縣，乙未升刑部主事，丁酉卒。